# Telisai
Telisai (malaiisch Mukim Telisai) ist ein Mukim (Subdistrikt) des Daerah Tutong in Brunei. Er hat 10.095 Einwohner (Stand: Zensus 2016). Der Mukim wird geleitet durch einen Penghulu. Der Amtsinhaber ist Ramli bin Lahit.

## Geographie
Der Mukim liegt im Westen des Distrikts, direkt an der Küste des Südchinesischen Meeres im Norden und grenzt an die Mukim Pekan Tutong im Nordosten, Tanjong Maya im Osten, Ukong im Südosten, Bukit Sawat im Süden und Liang im Distrikt Belait im Südwesten.
Nach Süden schließt sich das Andulau Forest Preserve an.
Bedeutende Flüsse im Mukim sind Sungai Danau, Sungai Pepakan, Sungai Dalai, Sungai Telamba, Sungai Ukong, Sungai Jeraya und andere, die stark mäandernd durch die Küsteneben verlaufen. Ein Teil des Gebietes wird auch durch Aufschüttungen und Soziale Wohnungsbauprojekte stark verändert.

## Verwaltungsgliederung
Der Mukim wird unterteilt in Dörfer (Kampong):
- Binchaya
- Bukit Beruang
- Bukit Pasir
- Danau
- Keramut
- Penapar Danau
- Pengkalan Dalai
- Penyatang
- Sungai Paku
- Telamba
- Kampong Telisai
- Tumpuan Ugas

Trotz dieser Einteilung werden im Tutong District Office nur drei Dörfer an, nämlich Bukit Beruang, Danau and Telisai. Diese Dörfer haben ihre eigenen Dorfvorsteher (ketua kampung). Keramut, Penapar Danau, Sungai Paku, Telamba und Tumpuan Ugas haben keigenen Ketua Kampung, daher sind diejenigen von Danau und Telisai auch für sie zuständig. Binchaya, Bukit Pasir, Pengkalan Dalai und Penyatang sind unbevölkert.

## Kampung Telisai
Kampung Telisai (Postcode TC1145) ist ein Dorf an der Küste.
2017 ist der Ketua Kampung Maidin bin Abdul Wahid.

### Bildung
In Telisai gibt es zwei Schulen: Sekolah Rendah Tumpuan Telisai (Tumpuan Telisai Primary School) und die muslimische Religionsschule Sekolah Ugama Tumpuan Telisai (Tumpuan Telisai Religious School).

### Gesundheitswesen
Das Pusat Kesihatan Telisai (Telisai Health Centre) bietet den Einwohnern medizinische Dienste.

### Religion
Die Masjid Kampong Telisai (Kampong Telisai Moschee) dient den Moslems für die Freitagsgebete (Jumu'ah). Die Moschee wurde 1984 gebaut und hat Platz für 350 Gläubige.

## Sehenswürdigkeiten
Telisai verfügt über den Park Taman Rekreasi Tumpuan Telisai (Tumpuan Telisai Recreational Park) am Strand. Außerdem gibt es einen Forest Recreation Park. Bemerkenswerte Baumarten in den Wäldern sind penaga laut (Calophyllum inophyllum), ketapang Katappenbaum (Terminalia catappa), kulimpapa (Vitex pubescens).